# Ludger Jochmann
Ludger Jochmann, más conocido por su nombre artístico Knister (Bottrop, Alemania, 1952) es un escritor alemán famoso por ser el autor de libros Kika Superbruja, también ha escrito otros libros como Yoko o Quique & Lucas locopilotos. Sus libros han sido leídos en numerosos países y son muy conocidos entre los niños españoles. Además de libros infantiles también ha escrito obras de teatro y ha presentado programas de lectura en televisión, radio, bibliotecas, teatros y librerías. Ha realizado trabajos para chicos y chicas jóvenes con problemas psiquiátricos, discapacidades visuales, entre otros.

## Otros
- El huevo prehistórico
- Willy, la mosca
- Te lo prometo
- El gran baile de Sofía y su abuela
- Yoko y la noche del terror